# Convecție
În termodinamică convecția, denumită și convecție termică, este o formă de transmitere a căldurii specifică doar gazelor și lichidelor, care depinde de proprietățile materialelor. Se referă la transferul de căldură dintre un fluid aflat în mișcare liberă sau forțată și o suprafață solidă.
Convecția presupune existența unei mișcări a particulelor ce alcătuiesc fluidul. Dacă mișcarea apare doar ca urmare a modificării densității fluidului odată cu temperatura, convecția se numește liberă; atunci când mișcarea este determinată de forțe exterioare (produse de o pompă, un ventilator etc.), convecția se numește forțată.
În meteorologie, convecția termică se referă la mișcările verticale lente ale aerului, provocate de încălzirea neomogenă a acestuia în straturile inferioare. Datorită diferențelor de temperatură, aerul cald se ridică iar cel rece coboară luându-i locul. Mișcările convective ascendente și descendente formează așa numitele celule de convecție. Într-o celulă de convecție se delimitează o zonă centrală ascendentă, o zonă descendentă la exteriorul curentului și o zonă convergentă la baza descendenței.